# Monastère Saint-Paul de l'Obnora

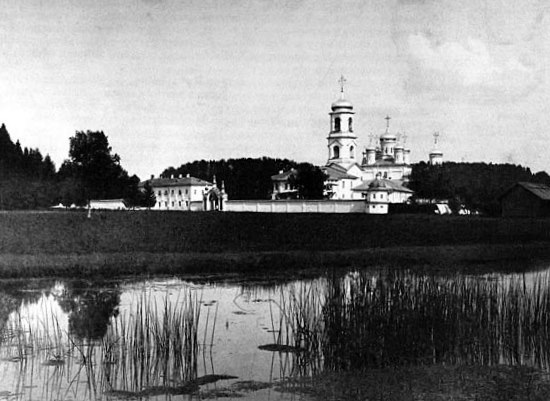
Photo du Monastère au début du XXe siècle

Le monastère de la Sainte-Trinité Saint-Paul de l’Obnora (russe : Свято-Троицкий Павло-Обнорский монастырь) était l'un des plus grands et des plus anciens monastères orthodoxes de la Russie septentrionale. Il est situé à Iounotcheskoe, dans le raïon de Griazovets.

## Histoire

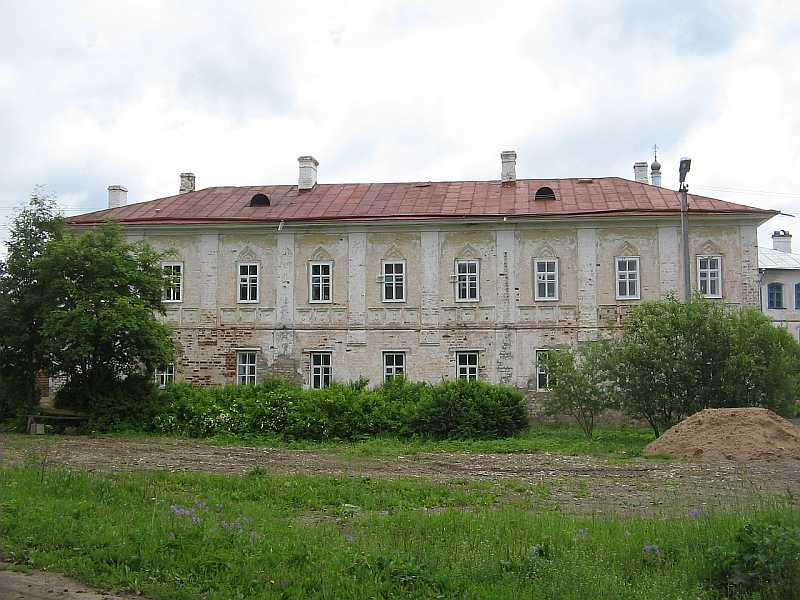
Le monastère Saint-Paul de l’Obnora

Il est fondé en 1414 ou 1389 par Paul de l’Obnora, disciple de Serge de Radonège. Son fondateur édicte lui-même une règle pour son monastère. 
Au XVe siècle est rédigé dans le monastère un remarquable traité sur la direction des jeunes moines détaillant avec précision l’usage des prières, formules de politesses dans les différentes étapes de la journée et de la vie d’un moine.
La plupart des bâtiments des XVIe siècle-XVIIIe siècle, y compris la cathédrale de la Trinité, ont été détruits peu de temps après la fermeture du monastère par le pouvoir soviétique en 1924. À l’époque soviétique, les bâtiments ayant survécu ont été utilisés comme orphelinat et camp de pionniers. En 1994, le monastère est rendu au Patriarcat de Moscou, rattaché au monastère du Sauveur de Prilouki jusqu’en 2003 puis indépendant à partir de cette date.

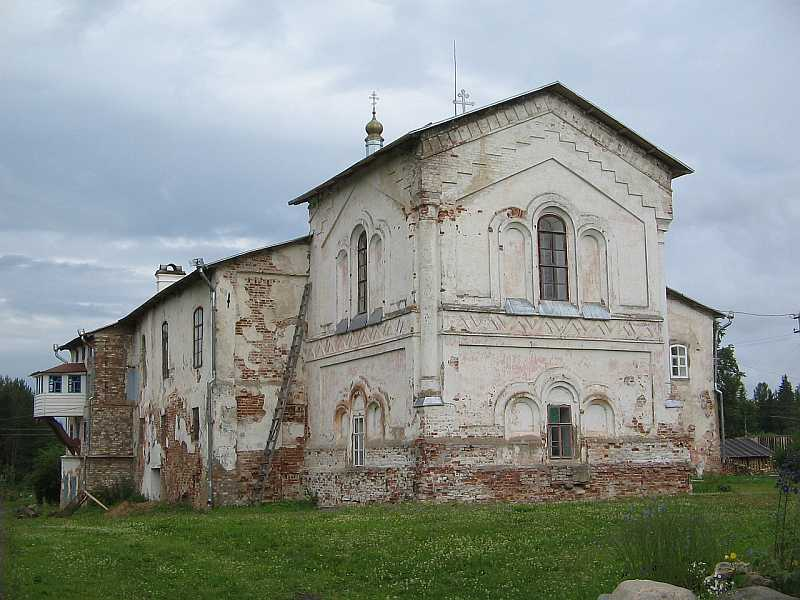
Église de l'Assomption et ancien réfectoire.
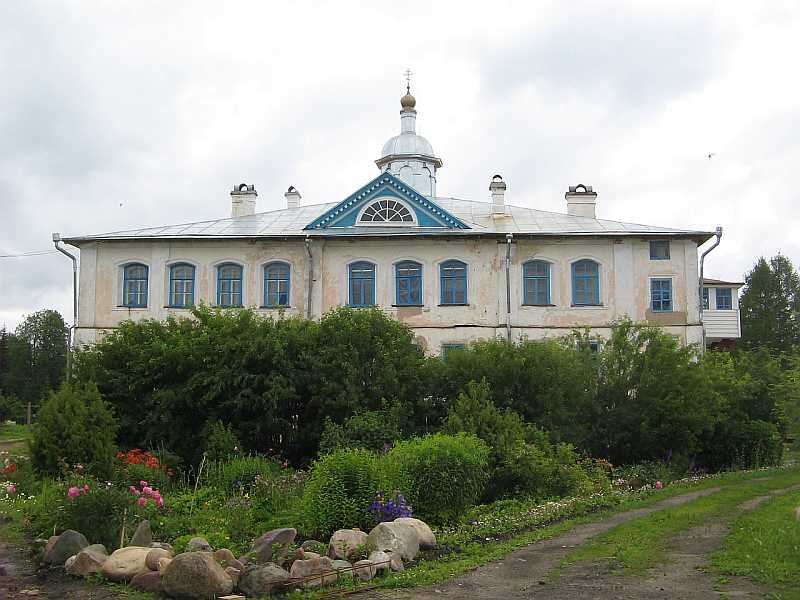
Maison du supérieur
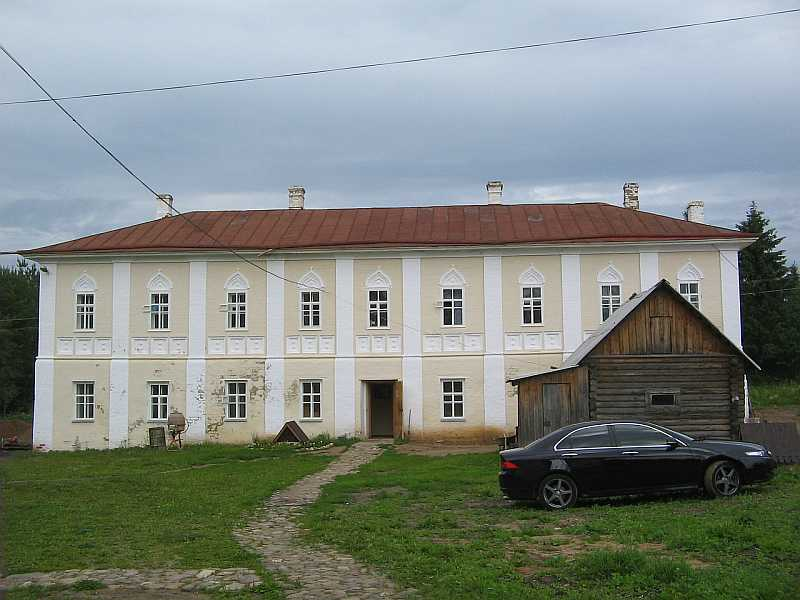
Bâtiment des frères, vue du territoire du monastère.
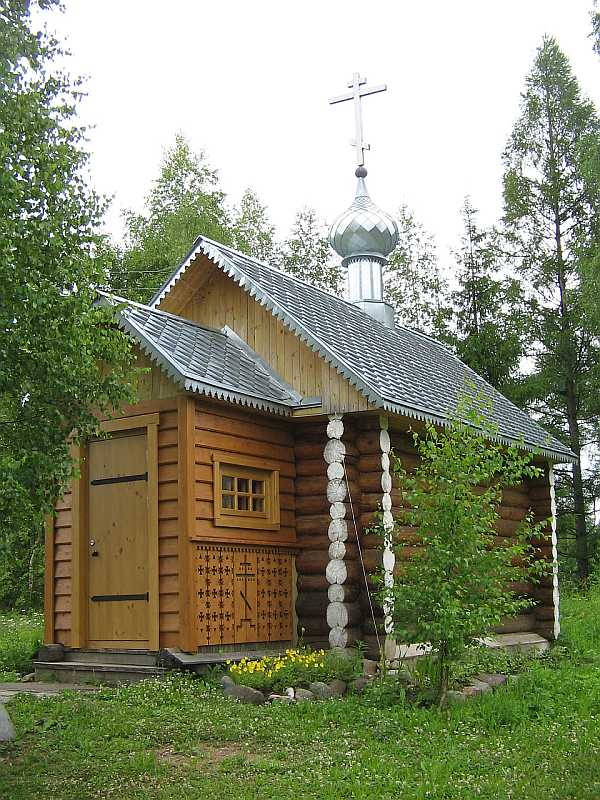
Chapelle à l'emplacement de l'église détruite Saint-Paul-de-l'Obnora

## Reliques
Les reliques de Paul de l’Obnora sont conservées dans l’église Saint-Serge de Radonège à l’intérieur de son monastère et sont transférées dans une châsse argentée en 1878. Elle est ouverte le 26 septembre 1920 par les autorités bolcheviques. Ses restes reposent actuellement dans une chapelle en bois du monastère. La pierre sur laquelle le saint priait et le puits qu'il aurait lui-même creusé sont toujours visibles.

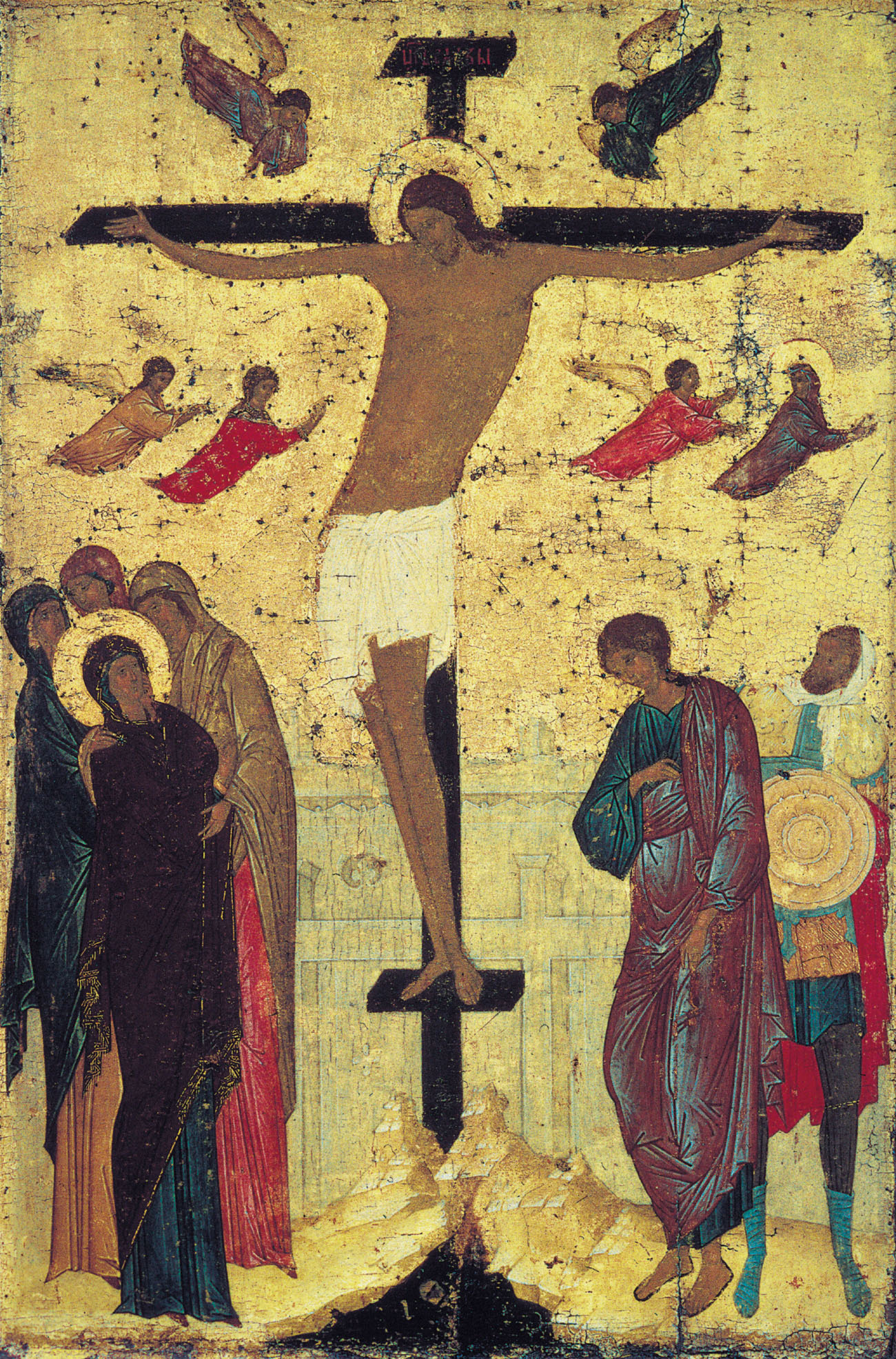
Crucifixion de Pavlovo-Obnorski, Dionisius, 1500 Galerie Tretiakov

## Moines célèbres
- Saint Paul de l’Obnora, fondateur et higoumène
- Saint Longin de Koriajemka, qui y fut moine avant de partir vivre en ermite et fonder son monastère.
- Ephraïm
- Guérassime
- Jérôme
- Isaac
- Dionisius, peintre d’icônes
- Mitrophane